# Розжолобок

Розжолобок на черепичній покрівлі

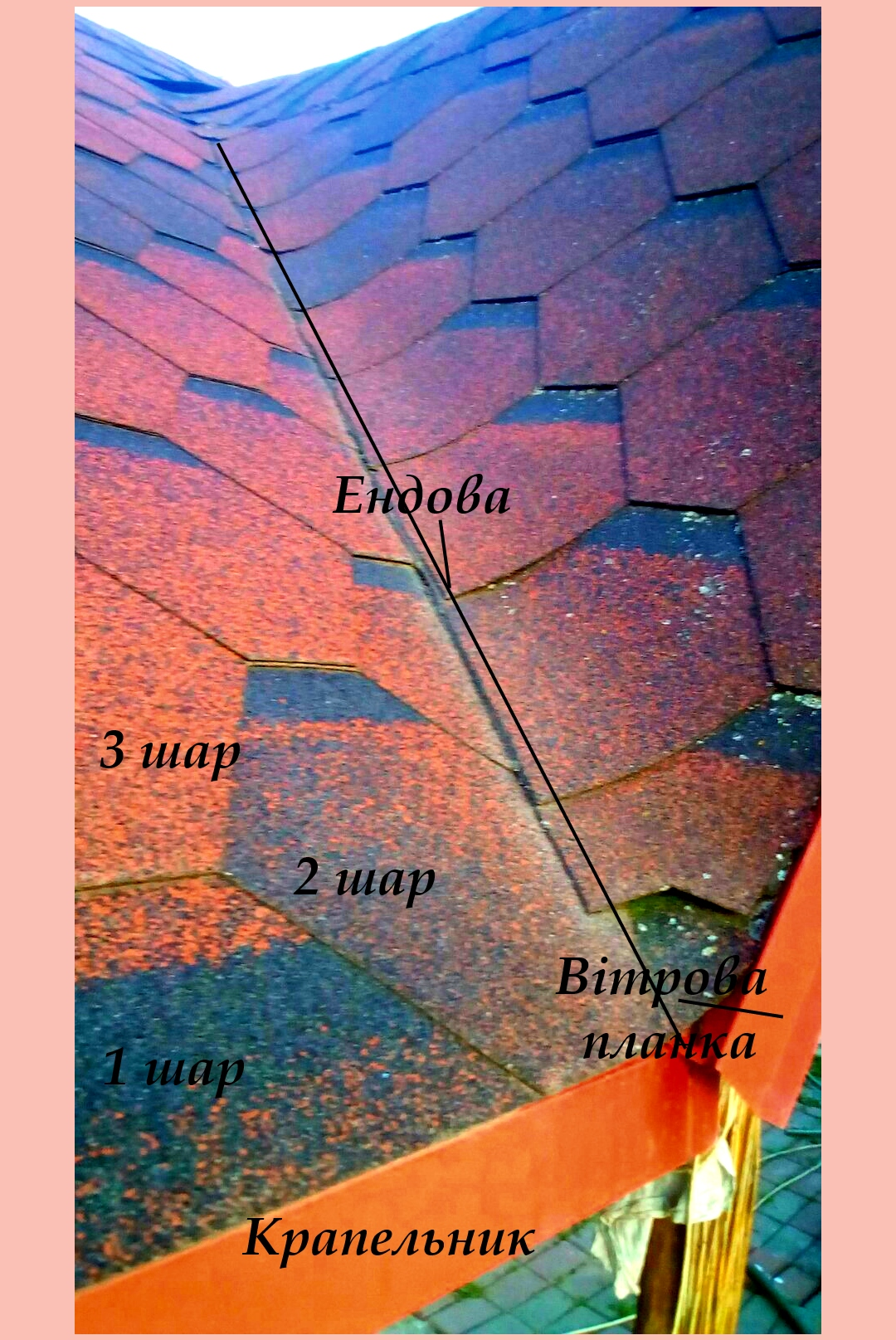
Облаштування розжолобку із м'якої черепиці

Розжолобок, жолобниця, іноді єндова́ (від рос. ендова, досл. «яндола») — конструктивний елемент покрівлі, внутрішній кут, що утворюється в місці стиковки двох схилів. Є одним з ключових вузлів у влаштуванні всієї покрівельної системи.
Зі схилів даху в розжолобок сходяться і по ньому відводяться атмосферні опади, що піддає розжолобок значним навантаженням. Він більше і довше інших частин покрівлі зазнає кліматичного впливу: стікання води, скупчення снігу, на сонячній стороні — посилений вплив сонячного світла. Ці фактори висувають підвищені вимоги як до покрівельного матеріалу, так і до якості виготовлення самого розжолобку.
Його проектуванню і влаштуванню завжди приділяється особлива увага. Будь-яка помилка у виготовленні може призвести до чималих збитків — від інтенсивного протікання, до повного обвалення конструкції в результаті, наприклад, скупчення снігу.